# Spielvereinigung Fürth 1962-1963
Questa voce raccoglie le informazioni riguardanti la Spielvereinigung Fürth nelle competizioni ufficiali della stagione 1962-1963.

## Stagione
Nella stagione 1962-1963 il Fürth, allenato da Jenő Vincze, concluse il campionato di Oberliga sud al 9º posto.

## Rosa
| N. |                     | Ruolo | Calciatore       |
| -- | ------------------- | ----- | ---------------- |
|    | Germania (bandiera) | P     | Gerhard Geißler  |
|    | Ungheria (bandiera) | P     | Gyula Tóth       |
|    | Germania (bandiera) | D     | Hans Bauer       |
|    | Germania (bandiera) | D     | Robert Ehrlinger |
|    | Germania (bandiera) | D     | Dieter Emmerling |
|    | Germania (bandiera) | D     | Helmut Groß      |
|    | Germania (bandiera) | D     | Rudolf Gußner    |
|    | Germania (bandiera) | D     | Robert Schmid    |
|    | Germania (bandiera) | D     | Joaschim Vollert |
|    | Germania (bandiera) | C     | Paul Breitschuh  |

| N. |                     | Ruolo | Calciatore       |
| -- | ------------------- | ----- | ---------------- |
|    | Germania (bandiera) | C     | Wolfgang Fidelak |
|    | Germania (bandiera) | C     | Horst Müller     |
|    | Germania (bandiera) | C     | Werner Schneider |
|    | Germania (bandiera) | A     | Heinz Barth      |
|    | Germania (bandiera) | A     | Wolfgang Brzuske |
|    | Germania (bandiera) | A     | Helmut Fürther   |
|    | Germania (bandiera) | A     | Ernst Perras     |
|    | Ungheria (bandiera) | A     | Sándor Popovics  |
|    | Germania (bandiera) | A     | Karl Schmidt     |
|    | Germania (bandiera) | A     | Alfred Stumptner |

## Organigramma societario
Area tecnica
- Allenatore: Jenő Vincze
- Allenatore in seconda:
- Preparatore dei portieri:
- Preparatori atletici:
- Analisi video:

## Calciomercato

### Sessione estiva
| Acquisti | Acquisti     | Acquisti                   | Acquisti |
| R.       | Nome         | da                         | Modalità |
| -------- | ------------ | -------------------------- | -------- |
| C        | Horst Müller | TSV Johannis 1883 Nürnberg |          |

| Cessioni | Cessioni               | Cessioni          | Cessioni |
| R.       | Nome                   | a                 | Modalità |
| -------- | ---------------------- | ----------------- | -------- |
| D        | Herbert Erhardt        | Bayern Monaco     |          |
| A        | Konrad "Konny" Heidner | Greuther Fürth II |          |
| A        | Günther Rubenbauer     | Norimberga        |          |
| A        | Waldemar Schweinberger | FC Stein          |          |

## Risultati

### Oberliga sud

#### Girone di andata
| Arbitro: | Schreiner |

|             |           |         |
| Schmidt 76’ | Marcatori | 21’ Loy |

| Arbitro: | Sparing |

|                        |           |               |
| Hoffmann 52’ Ruoff 75’ | Marcatori | 40’ Schneider |

| Fürth 2 settembre 1962 3ª giornata | Fürth    | 0 – 0 referto | Eintracht Francoforte | Sportpark Ronhof (11 000 spett.)\| Arbitro: \| Deuschel \| |
| Arbitro:                           | Deuschel |               |                       |                                                            |

| Arbitro: | Siebert |

|                          |           |             |
| Biesinger 6’ Bertram 60’ | Marcatori | 63’ Schmidt |

| Arbitro: | Fischer |

|                 |           |             |
| Perras 40’, 85’ | Marcatori | 72’ Lindner |

| Arbitro: | Kreitlein |

|                                                                            |           |                   |
| Haseneder 6’ Reisch 10’ Flachenecker 38’ (rig.) Gettinger 56’ Albrecht 75’ | Marcatori | 28’ (rig.) Schmid |

| Arbitro: | Seiler |

|                   |           |  |
| Süß 25’ Nuber 30’ | Marcatori |  |

| Arbitro: | Tremmel |

|                            |           |                      |
| Breitschuh 21’ Fürther 49’ | Marcatori | 27’ Marx 56’ Geisert |

| Arbitro: | Jedele |

|                              |           |                                                 |
| Fröhlich 61’ von Brevern 89’ | Marcatori | 56’, 72’, 85’ Schneider 70’ Fürther 83’ Schmidt |

| Arbitro: | Neumeier |

|                                    |           |  |
| Schmid 25’ (rig.) Loweg 39’ (aut.) | Marcatori |  |

| Arbitro: | Riegg |

|                                |           |                    |
| Rebele 5’ Heiß 52’ Kohlars 68’ | Marcatori | 11’, 78’ Schneider |

| Arbitro: | Alt |

|                               |           |  |
| Schneider 8’ Schmidt 53’, 57’ | Marcatori |  |

| Arbitro: | Ommerborn |

|                                      |           |  |
| Schneider 1’, 49’ Seibold 58’ (aut.) | Marcatori |  |

| Arbitro: | Rodenhausen |

|            |           |  |
| Arnold 79’ | Marcatori |  |

| Arbitro: | Kandlbinder |

|  |           |             |
|  | Marcatori | 63’ Erhardt |

#### Girone di ritorno
| Arbitro: | Neumeier |

|                                                          |           |                                                  |
| Otschik 23’ (rig.), 56’ (rig.) Schneider 52’ Peschen 65’ | Marcatori | 4’ Brzuske 78’ (rig.) Schmidt 85’, 88’ Schneider |

| Arbitro: | Hager |

|                               |           |                       |
| Schneider 6’, 55’ Schmidt 65’ | Marcatori | 76’ Siebert 77’ Ruoff |

| Arbitro: | Hubbuch |

|              |           |              |
| Solz 7’, 53’ | Marcatori | 1’ Schneider |

| Arbitro: | Heckeroth |

|                                |           |            |
| Schmidt 60’, 65’ Schneider 88’ | Marcatori | 26’ Kröner |

| Arbitro: | Riegg |

|             |           |                        |
| Richter 60’ | Marcatori | 25’ Perras 46’ Brzuske |

| Arbitro: | Tschenscher |

|                                           |           |                                                        |
| Schmidt 43’ (rig.) Fürther 74’ Müller 76’ | Marcatori | 40’, 75’ Dachlauer 53’, 54’ Haseneder 68’ Flachenecker |

| Fürth 9 febbraio 1963 22ª giornata | Fürth      | 0 – 0 referto | Kickers Offenbach | Sportpark Ronhof (4 500 spett.)\| Arbitro: \| Handwerker \| |
| Arbitro:                           | Handwerker |               |                   |                                                             |

| Arbitro: | Schreiner |

|              |           |  |
| Herrmann 42’ | Marcatori |  |

| Arbitro: | Hässler |

|             |           |  |
| Schmidt 64’ | Marcatori |  |

| Arbitro: | Siebert |

|                      |           |                    |
| Kuster 37’ Assmy 69’ | Marcatori | 57’, 60’ Schneider |

| Arbitro: | Fischer |

|                   |           |             |
| Schneider 3’, 30’ | Marcatori | 58’ Küppers |

| Arbitro: | Mörs |

|                                                    |           |             |
| Schweighöfer 41’, 53’ Bernard 49’ (rig.) Kraus 80’ | Marcatori | 19’ Schmidt |

| Stoccarda 6 aprile 1963 28ª giornata | Stoccarda | 0 – 0 referto | Fürth | Neckarstadion (13 000 spett.)\| Arbitro: \| Schäffer \| |
| Arbitro:                             | Schäffer  |               |       |                                                         |

| Arbitro: | Freimuth |

|                                                  |           |                     |
| Perras 18’ Schneider 42’ Fürther 46’ Schmidt 69’ | Marcatori | 24’ Kott 31’ Bleser |

| Arbitro: | Betz |

|              |           |  |
| Ohlhauser 4’ | Marcatori |  |

## Statistiche

### Statistiche di squadra
| Competizione | Punti | In casa | In casa | In casa | In casa | In casa | In casa | In trasferta | In trasferta | In trasferta | In trasferta | In trasferta | In trasferta | Totale | Totale | Totale | Totale | Totale | Totale | DR |
| Competizione | Punti | G       | V       | N       | P       | Gf      | Gs      | G            | V            | N            | P            | Gf           | Gs           | G      | V      | N      | P      | Gf     | Gs     | DR |
| ------------ | ----- | ------- | ------- | ------- | ------- | ------- | ------- | ------------ | ------------ | ------------ | ------------ | ------------ | ------------ | ------ | ------ | ------ | ------ | ------ | ------ | -- |
| Oberliga sud | 29    | 15      | 9       | 4       | 2       | 29      | 16      | 15           | 2            | 3            | 10           | 20           | 32           | 30     | 11     | 7      | 12     | 49     | 48     | +1 |
| Totale       | 29    | 15      | 9       | 4       | 2       | 29      | 16      | 15           | 2            | 3            | 10           | 20           | 32           | 30     | 11     | 7      | 12     | 49     | 48     | +1 |

### Andamento in campionato
| Giornata  | 1 | 2  | 3  | 4  | 5  | 6  | 7  | 8  | 9  | 10 | 11 | 12 | 13 | 14 | 15 | 16 | 17 | 18 | 19 | 20 | 21 | 22 | 23 | 24 | 25 | 26 | 27 | 28 | 29 | 30 |
| --------- | - | -- | -- | -- | -- | -- | -- | -- | -- | -- | -- | -- | -- | -- | -- | -- | -- | -- | -- | -- | -- | -- | -- | -- | -- | -- | -- | -- | -- | -- |
| Luogo     | C | T  | C  | T  | C  | T  | T  | C  | T  | C  | T  | C  | C  | T  | C  | T  | C  | T  | C  | T  | C  | C  | T  | C  | T  | C  | T  | T  | C  | T  |
| Risultato | N | P  | N  | P  | V  | P  | P  | N  | V  | V  | P  | V  | V  | P  | P  | N  | V  | P  | V  | V  | P  | N  | P  | V  | N  | V  | P  | N  | V  | P  |
| Posizione | 8 | 13 | 12 | 15 | 11 | 15 | 15 | 14 | 12 | 11 | 11 | 9  | 7  | 9  | 9  | 10 | 9  | 11 | 9  | 8  | 9  | 9  | 9  | 9  | 9  | 9  | 9  | 10 | 9  | 9  |

Legenda:

Luogo: C = Casa; T = Trasferta. Risultato: V = Vittoria; N = Pareggio; P = Sconfitta.

### Statistiche dei giocatori
| H. Barth      | 1  | 0  | 0 | 0 |
| H. Bauer      | 26 | 0  | 0 | 0 |
| P. Breitschuh | 9  | 1  | 0 | 0 |
| W. Brzuske    | 17 | 2  | 0 | 0 |
| R. Ehrlinger  | 27 | 0  | 0 | 0 |
| D. Emmerling  | 30 | 0  | 0 | 0 |
| W. Fidelak    | 3  | 0  | 0 | 0 |
| H. Fürther    | 17 | 4  | 0 | 0 |
| G. Geißler    | 27 | 0  | 0 | 0 |
| H. Groß       | 0  | 0  | 0 | 0 |
| R. Gußner     | 4  | 0  | 0 | 0 |
| H. Müller     | 19 | 1  | 0 | 0 |
| E. Perras     | 23 | 4  | 0 | 0 |
| S. Popovics   | 10 | 0  | 0 | 0 |
| R. Schmid     | 28 | 2  | 0 | 0 |
| K. Schmidt    | 30 | 13 | 0 | 0 |
| W. Schneider  | 29 | 20 | 0 | 0 |
| A. Stumptner  | 27 | 0  | 0 | 0 |
| G. Tóth       | 3  | 0  | 0 | 0 |
| J. Vollert    | 0  | 0  | 0 | 0 |